# Matthias Castreen
Matthias Castreen, född 3 februari 1693 i Virdois, död 11 juni 1771 i Kajana, var en en finländsk ämbetsman och militär. 
Castreen var son till kyrkoherden Olaus Castrenius i Pälkäne. Han blev student vid Kungliga Akademien i Åbo 1711 och inträdde kort därefter i krigstjänst vid artilleriet, där han tjänade som konstapel till lands och sjöss under två och ett fjärdedels år. Han var krigsfånge i Danmark under nio månader innan han lyckades fly. 1716 blev han volontär vid Österbottens regemente, senare under året förare vid majorens kompani och 1718 andre och senare förste fältväbel vid livkompaniet. Efter 11 års krigstjänst övergick han till en civil bana och var under två års tid biträde åt kronofogden N. Bergudd i Korsholms södra fögderi. 1725 blev han tillförordnad kronofogde i Kajana läns fögderi och senare samma år ordinarie kronofogde. Från 1728 var Castreen borgmästare och notarie i Kajana. Under hattarnas ryska krig gjorde han sig på nytt känd för sina militära insatser. 1741 blev han löjtnant för Sotkamo enrolleringsmanskap. Kajana län var sedan gammalt befriat från indelningsverket mot att man genom folkuppbåd hade ansvar för att själv försvara gränsen mot Ryssland. Castreen förde förhandlingar med angränsande ryska socknar om en bondefred, samtidigt som han höll en noggrann bevakning vid gränsen, vilket gjorde att länet förskonades från plundringar under kriget. Han erhöll 1748 genom Kunglig majestät löfte att vara i åtanke för en befordran och uppfördes 1753 på andra förslagsrummet för lanträntmästarbefattningen i Österbottens län, men erhöll ingen utnämning. 1754 fick han sin son Christer Castrén som vikarie i borgmästartjänsten.
Castreen var gift första gången med Helena Albogius, vars far var kyrkoherden i Nyen, och andra gången med Margareta Elisabet Zein. Sönerna Eric Castrén och Christer Castrén blev kyrkoherde respektive häradshövding i Kemi och borgmästare i Kajana.